# Festival international du film fantastique de Gérardmer 2022
La 29e édition du festival international du film fantastique de Gérardmer se déroule du 26 janvier au 30 janvier 2022.

## Déroulement et faits marquants
Après une édition entièrement numérique en raison de la pandémie de Covid-19 et de la fermeture temporaire des salles de cinéma, le festival reprend son format initial.
Le 2 décembre 2021, il est révélé que l'actrice et productrice Julie Gayet présidera le jury « longs-métrages ».
Le 13 janvier 2022 est annoncée la programmation ainsi que la composition des jurys.
Le 30 janvier 2022, le palmarès est annoncé : le Grand prix est décerné au film Egō de Hanna Bergholm, qui remporte aussi le prix du jury jeunes. Le prix du jury est remis aux films La abuela de Paco Plaza et Samhain de Kate Dolan. Le prix de la critique et le prix du public récompensent le film The Innocents de Eskil Vogt,
.

## Jurys

### Longs métrages
- Julie Gayet (présidente du jury) : actrice et productrice
- Alexandre Aja : réalisateur
- Suliane Brahim : actrice
- Valérie Donzelli : actrice et réalisatrice
- Mélanie Doutey : actrice
- Bertrand Mandico : réalisateur
- Grégory Montel : comédien
- Pascal-Alex Vincent : réalisateur, distributeur et universitaire

### Courts métrages
- Ludovic et Zoran Boukherma (présidents du jury) : réalisateurs
- Shirine Boutella : comédienne
- Saïda Jawad : comédienne
- Antonin Peretjatko : réalisateur

## Films en compétitions

### Longs métrages en compétition
- Egō de Hanna Bergholm  Finlande
- Eight for Silver de Sean Ellis  France et  Royaume-Uni
- La abuela de Paco Plaza  Espagne et  France
- Mona Lisa and the Blood Moon de Ana Lily Amirpour  États-Unis
- Ogre de Arnaud Malherbe  France
- Post Mortem de Péter Bergendy  Hongrie
- Samhain de Kate Dolan  Irlande
- She Will de Charlotte Colbert  Royaume-Uni
- The Innocents de Eskil Vogt  Norvège
- The Sadness de Rob Jabbaz  Taïwan

### Courts métrages en compétition
- Charge mentale de Benjamin Malherbe  France
- Friandise de Rémy Barbe  France
- La croix de tes doigts de Sullivan Arthuis  France
- La verrue de Sarah Lasry  France
- Mantra de Stef Meyer & Pascal Bourelier  France

## Films hors compétition

### Hors compétition
- After Blue (Paradis sale) de Bertrand Mandico  France
- Censor de Prano Bailey-Bond  Royaume-Uni
- Hopper et le Hamster des ténèbres de Ben Stassen  Belgique et  France
- Inferno Rosso - Joe D’Amato de Manlio Gomarasca et Massimiliano Zanin  Italie
- Jukaï : la forêt des suicides de Takashi Shimizu  Japon
- Junk Head de Takahide Hori  Japon
- Le Roi cerf de Masayuki Miyaji et Masashi Andō  Japon
- Paranormal Activity: Next of Kin de William Eubank  États-Unis
- Saloum de Jean Luc Herbulot  Sénégal
- Satoshi Kon : l'illusionniste de Pascal-Alex Vincent  France
- Television Event de Jeff Daniels  États-Unis
- The Seed de Sam Walker  Royaume-Uni

### Nuit J-Horror
- Audition de Takashi Miike  Japon
- Dark Water de Hideo Nakata  Japon
- Ring de Hideo Nakata  Japon

### Nuit décalée
- Bruiser de George A. Romero  France et  Canada
- Hurlements de Joe Dante  États-Unis
- Possession de Andrzej Zulawski  Allemagne et  France

### Rétromania
- Crabs de Pierce Berolzheimer  États-Unis
- Prisoners of the Ghostland de Sono Sion  États-Unis

### Hommage àEdgar Wright
- Shaun of the Dead
- Hot Fuzz
- Scott Pilgrim
- Le Dernier Pub avant la fin du monde
- Baby Driver
- Last Night in Soho

## Palmarès
- Grand prix : Egō de Hanna Bergholm
- Prix du jury (exæquo) : La abuela de Paco Plaza et Samhain de Kate Dolan
- Prix de la meilleure musique : Mona Lisa and the Blood Moon de Ana Lily Amirpour
- Prix de la critique : The Innocents de Eskil Vogt
- Prix du public : The Innocents de Eskil Vogt
- Prix du jury jeunes : Egō de Hanna Bergholm